# Lonnie Bradley
Lonnie Sterling Bradley (* 16. September 1968 in Charleston, South Carolina) ist ein ehemaliger US-amerikanischer Profiboxer und ehemaliger Weltmeister der WBO im Mittelgewicht.

## Amateurkarriere
Lonnie Bradley gewann 1990 die New York Golden Gloves im Halbmittelgewicht, das neben den Chicago Golden Gloves und National Golden Gloves prestigeträchtigste Amateurboxturnier der USA. Erstmals war die Altersbegrenzung für teilnehmende Sportler von 25 auf 34 Jahre angehoben worden. 1991 wurden aus finanziellen Gründen keine New York Golden Gloves ausgetragen, jedoch gewann Bradley das Turnier 1992 erneut im Halbmittelgewicht. Darüber hinaus gewann er im selben Jahr auch die National Golden Gloves in dieser Gewichtsklasse.
Bei der US-amerikanischen Olympiaausscheidung im Juni 1992 für die Sommerspiele in Barcelona, erreichte er nach einem Sieg gegen Keith Mullings (späterer WBC-Weltmeister) das Halbfinale, wo er jedoch gegen Raúl Márquez (Bronzegewinner der WM 1989) knapp nach Punkten unterlag. Anschließend wechselte er ins Profilager.

## Profikarriere
Zwischen November 1992 und Juni 1994 gewann er jeden seiner 15 Kämpfe gegen Aufbaugegner, davon 13 durch Knockout. Am 7. August 1994 wurde er in Sullivan County mit einem Punktesieg gegen Ron Morgan (15-1), New Yorker Meister im Mittelgewicht. Im November selben Jahres gewann er zudem durch K. o. in der zweiten Runde gegen Matthew Charleston (21-3) und im Januar 1995 durch t.K.o. in der dritten Runde gegen den späteren IBO-Weltmeister Karl Willis (21-1). Noch im selben Monat schlug er den ehemaligen Mexikanischen Meister Luis Vázquez (26-8) vorzeitig.
Am 19. Mai 1995 gewann er in Primm durch einen t.K.o.-Sieg in der zwölften Runde gegen den Nordamerikanischen Meister David Méndez, die vakante WBO-Weltmeisterschaft im Mittelgewicht. Der Titel war vakant geworden, nachdem Titelträger Steve Collins ins Supermittelgewicht aufgestiegen war. Bradley wurde somit der erste Boxweltmeister aus Harlem seit mehr als 37 Jahren, als damals Sugar Ray Robinson im März 1958 die Mittelgewichtsweltmeisterschaft gegen Carmen Basilio errang.
Schon am 15. Juli 1995 verteidigte er den Titel in Inglewood durch t.K.o. in der ersten Runde gegen den ungeschlagenen Argentinier Dario Victor Galindez (18-0). Am 6. Februar 1996 besiegte er zudem den Nordamerikanischen Meister Randy Smith (16-1) durch t.K.o. in der zweiten Runde. Im Mai 1996 gewann er einstimmig nach Punkten gegen Lonnie Beasley (27-2) und im August 1996 ebenfalls einstimmig gegen den ehemaligen IBF- und WBC-Weltmeister Simon Brown (45-5).
In seiner fünften Titelverteidigung am 4. März 1997 gegen Otis Grant (28-1) blieb er zwar Weltmeister, erreichte jedoch nur ein Unentschieden. Seine sechste und letzte Titelverteidigung bestritt er am 28. Juni 1997 gegen John Williams und siegte dabei vorzeitig in der achten Runde.
Im Sparring gegen den Australier Troy Waters machten sich bei Bradley schließlich Sehstörungen bemerkbar und es wurde eine Netzhautablösung diagnostiziert, die ihn zum Niederlegen des Titels und Beenden seiner Boxkarriere zwang. Im August 1999 versuchte er einen Comebackversuch, beendete jedoch seine Karriere im November 2003 nach einer t.K.o.-Niederlage gegen David Alonso López endgültig.
| Vorgänger     | Amt                                                                | Nachfolger |
| ------------- | ------------------------------------------------------------------ | ---------- |
| Steve Collins | Boxweltmeister im Mittelgewicht (WBO) 19. Mai 1995 – 28. Juni 1997 | Otis Grant |